# La Boina
La Boina és un grup de música tradicional catalana especialitzat en el ball.
El 2005 es realitza una maqueta que donarà el nom definitiu al grup La Boina i el premi Sona9 per la revista Enderrock. El grup ha actuat a les Festes de la Mercè (2004 i 2006) Anoia Folc (2008), Solc (2007 i 2008), Ballabisaura (2008), Festival Tradicional de Calaf (2007), Saraus a Plaça de Vic (2008) i el Festival Monjuïc de nit (2010). Com a principals treballs artístics ha realitzat l'espectacle multimèdia anomenat Equivoci/Equiveus coproduït amb el CAT i amb el grup italià Lampetron (2006); i la banda sonora de l'espectacle produït per l'Esbart Dansaire de Granollers "Somia i… balla, Ton!" (2011).